# Grégoire M'Bida
Grégoire M'Bida   (Yaoundé, 27 de gener de 1955) és un exfutbolista camerunès de la dècada de 1980.
Fou internacional amb la selecció de futbol del Camerun amb la qual participà en la Copa del Món de futbol de 1982.
Pel que fa a clubs, destacà a Canon Yaoundé (1975–1982), SC Bastia (1982–1984), Angers SCO (1984–1985), USL Dunkerque (1985–1986), Thonon-les-Bains (1986–1987) i CS Sedan Ardennes (1987–1989).